# Lawrence Beesley

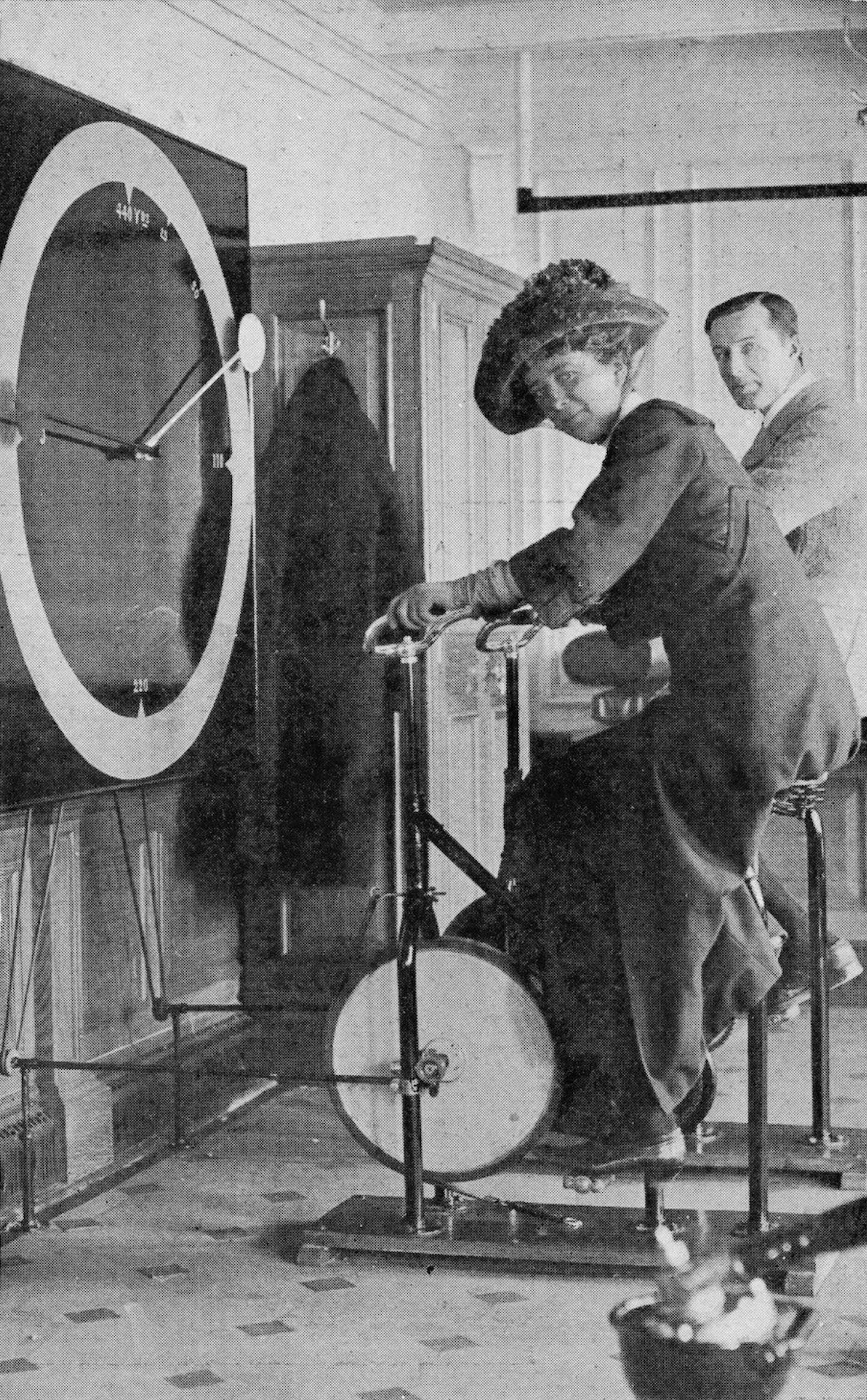
Lawrence Beesley im Gymnastikraum der Titanic, 1912

Lawrence Beesley (* 31. Dezember 1877 in Wirksworth, Derbyshire, England; † 14. Februar 1967 in London) war ein britischer Lehrer, Journalist und Autor, der 1912 den Untergang der Titanic überlebte und seine Erlebnisse in seinem Buch The Loss of The SS Titanic festhielt. Später wirkte er auch an anderen Büchern und Filmproduktionen zum Thema mit. Ferner war er der Schwiegervater der britischen Schriftstellerin Dodie Smith, die insbesondere durch ihr Werk Hundertundein Dalmatiner bekannt wurde.

## Familie
Lawrence Beesley kam auf dem Gut Steeple Grange in der Nähe der kleinen Gemeinde Wirksworth zur Welt. Er war das dritte von acht Kindern des Bankangestellten (und späteren Managers der Capital & Counties Bank) Henry Beesley und dessen Frau Annie Maria James. Seine Geschwister waren Frederick Arnold, Ernest, Lewis Henry, Cyril James, Frank Meredith, Arthur und Edith Anne Beesley.
Am 17. Juni 1901 heiratete Beesley in der St. Margaret Church in Lancaster Gertrude Cecile Macbeth (1873–1906), genannt Cissy. Sie war die Tochter von Thomas Alexander Macbeth und Ellen Tudsbury. Aus der Ehe ging der Sohn Alec Macbeth Beesley (1903–1987) hervor.

## Werdegang als Lehrer und Journalist
Beesley besuchte die Derby School und studierte später am Gonville and Caius College der Universität Cambridge. Dort wurde er für diverse wissenschaftliche Leistungen mit Preisen ausgezeichnet und entdeckte eine neue, später nach ihm Ulvella Beesleyi benannte Algenart.
1902 trat er seinen Dienst als Lehrer naturwissenschaftlicher Unterrichtsfächer am Anthony-Gell-Gymnasium seiner Heimatstadt Wirksworth an. Im folgenden Jahr legte er das National Science Tripos, ein wissenschaftliches Examen, ab und schloss mit dem Prädikat „First Class“ ab. 1904 wechselte er an das Dulwich College, wo er u. a. den späteren amerikanischen Schriftsteller Raymond Chandler (1888–1959) unterrichtete. Zur selben Zeit fand Beesley Gefallen an den Ideen der Christian Science (Christliche Wissenschaft) und den Lehren der Mary Baker Eddy (1821–1910), einer damals sehr populären Theologin und Schriftstellerin. Er begann, Artikel und Kolumnen für die Zeitschriften Christian Science Journal und Constancy zu schreiben.

## Titanicund Erlebnisbericht
Nachdem Beesleys Frau 1906 an Schwindsucht gestorben war und ihn als alleinerziehenden Vater zurückgelassen hatte, suchte er nach Zerstreuung und Ablenkung. So auch im Frühjahr 1912, als er eine Passage als Passagier Zweiter Klasse auf dem Transatlantikliner Titanic buchte, um seinen Bruder Frank in Toronto, Kanada, zu besuchen. Er buchte ab Southampton für £ 13 die Kabine D-56 (Ticket-Nr. 248698). Als die Titanic in der Nacht des 14. April um 23:40 Uhr mit einem Eisberg zusammenstieß, war Beesley noch wach und las in einem Buch. Er spürte die Kollision nicht, bemerkte aber, dass das Schiff plötzlich stillstand, und fragte einen Steward nach der Ursache. Da dieser ihm keine zufriedenstellende Antwort geben konnte, begab sich Beesley an Deck. Nachdem er dort keine Anzeichen einer Gefahr erkennen konnte, ging er wieder hinunter, konnte aber eine merkwürdige Steillage der Treppe erkennen. Zurück an Deck wartete er zunächst ab und beobachtete, wie nach und nach die Rettungsboote abgefiert wurden.
Um 1:35 Uhr stieg er auf der Steuerbordseite in das Rettungsboot Nr. 13, in dem sich insgesamt 64 Personen befanden. Auf dieser Seite des Schiffes wurden unter Aufsicht des Ersten Offiziers William M. Murdoch auch männliche Passagiere in die Boote gelassen, wenn nach dem Einsteigen von Frauen und Kindern noch Platz war. Auf der Wasseroberfläche angelangt, wurde Nr. 13 von der direkt danach abgelassenen Nr. 15 fast unter Wasser gedrückt. Um 2:20 Uhr versank die Titanic, gegen 4:45 Uhr wurde Beesleys Rettungsboot vom britischen Passagierschiff Carpathia aufgenommen. Er war einer von nur acht Männern der Zweiten Klasse, die das Unglück überlebten.
Direkt nach seiner Ankunft in Amerika begann Beesley, seine Eindrücke und Erinnerungen niederzuschreiben. Schon im Juni 1912, zwei Monate nach der Katastrophe, veröffentlichte der englische Verlag Houghton Mifflin sein Werk The Loss Of The SS Titanic. In Deutschland kam das Buch sehr viel später unter dem Titel Tragödie der Titanic bzw. Titanic. Wie ich den Untergang überlebte heraus.
Beesley stand später auch anderen Autoren und Historikern mit seinen Berichten zur Seite, u. a. unterstützte er den US-amerikanischen Sachbuchautor Walter Lord (1917–2002)  bei dessen 1955 erschienenem Buch Die letzte Nacht der Titanic (Originaltitel: A Night To Remember), das heute als eines der grundlegenden Nachschlagewerke zur Thematik gilt. Beesley war zudem als Berater am Set, als der Regisseur und Produzent Roy Ward Baker Lords Buch 1958 unter dem gleichen Titel verfilmte. (In einem späteren Film, S.O.S. Titanic von 1979, ist ein fiktionalisierter „Lawrence Beesley“ eine Hauptfigur, gespielt von David Warner.)
Als Konsequenz des Erlebten überquerte Beesley, nachdem er die Heimreise nach England angetreten hatte, nie wieder den Ozean, nicht einmal den Ärmelkanal. Auch bei Badeausflügen mit seiner Familie an die britische Küste ging Beesley selten ins Wasser.

## Spätes Leben
1919 heiratete Beesley Muriel 'Mollie' Greenwood, die bereits eine dreijährige Tochter namens Dinah aus ihrer ersten Ehe hatte. Zusammen hatten Lawrence und Muriel Beesley drei weitere Kinder: die Töchter Laurien und Waveney und den Sohn Hugh. Er begann, in seiner Freizeit Golf zu spielen, und nahm mehrmals erfolgreich an den British Open teil. Hugh Beesley wurde im Zweiten Weltkrieg Mitglied der Royal Air Force.
Beesleys Sohn aus erster Ehe, Alec, wurde Schauspieler und Manager der englischen Autorin Dorothy 'Dodie' Smith, die mit Werken wie I Capture The Castle (1948) oder 101 Dalmatiner (1956) bekannt wurde. Alec und Dodie wanderten nach dem Ausbruch des Zweiten Weltkrieges 1939 nach Amerika aus, damit der bekennende Pazifist nicht zum Militärdienst eingezogen werden konnte. Sie heirateten noch im selben Jahr.
Lawrence Beesley starb 1967 im Alter von 89 Jahren.